# St. Ludger (Wuppertal)

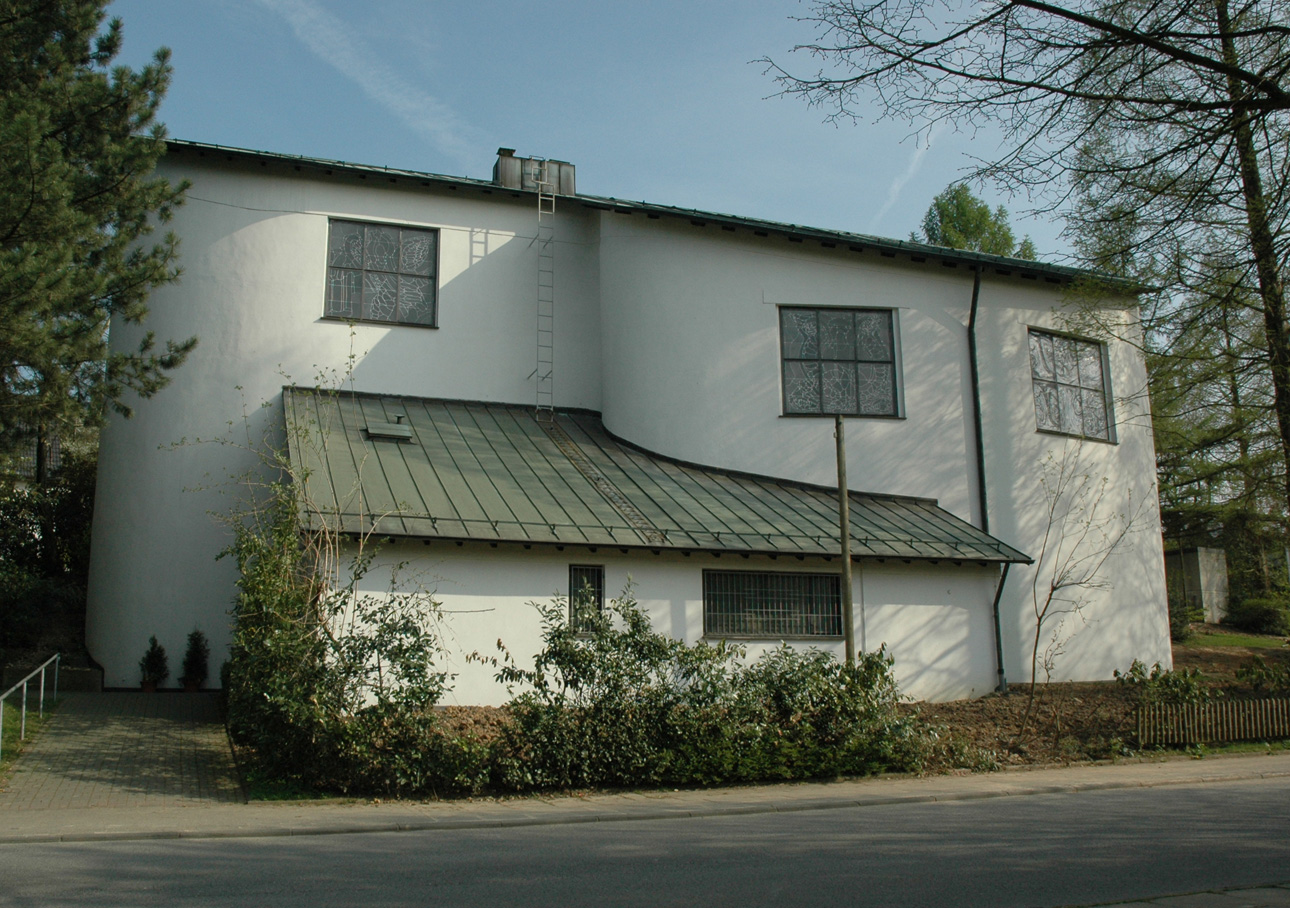
St. Ludger in Wuppertal-Vohwinkel

Die Kirche St. Ludger in Wuppertal-Vohwinkel ist eine römisch-katholische Kirche des Pfarrverbandes Wuppertaler Westen. Sie wurde 1961 bis 1964 nach Plänen des Kölner Architekten Rudolf Schwarz erbaut.

## Geschichte
Durch die Neubaugebiete am westlichen Rand Vohwinkels aus den Jahrzehnten nach dem Zweiten Weltkrieg wuchsen die Gemeinden der großen Konfessionen beträchtlich und neue Pfarreien bzw. Kirchen wurden notwendig. Am 24. Februar 1958 unterzeichnete der Erzbischof von Köln Joseph Kardinal Frings die Errichtungsurkunde für die St.-Ludger-Gemeinde am Bremkamp, gleichzeitig wurde Kaplan Jungblut zum Pfarrrektor für die neue Gemeinde ernannt. Noch ohne eigene Kirche feiert die Gemeinde schon im darauffolgenden Jahr 1959 die ersten Gottesdienste in der nahe gelegenen katholischen Grundschule Corneliusstraße. Am Heiligen Abend des Jahres 1962 wurde der erste Gottesdienst in der Krypta der noch im Bau befindlichen St.-Ludger-Kirche gefeiert. Erst fünf Jahre später, am 26. Februar 1967, weihte der aus Vohwinkel stammende Kölner Weihbischof Augustinus Frotz die St.-Ludger-Kirche.
Das große Kreuz, 1972 an der Apsiswand befestigt, 108 cm hoch und 96 cm breit, ist ein Bronzeabguss des Korpus des Werdener Kruzifix, welches aus der Zeit von etwa 1060 stammt.
Die St.-Ludger-Kirche steht seit dem 22. Juni 2004 mit der Denkmalnummer 1233 unter Denkmalschutz.